# Tor Cederman
Tor Cederman, född 1965 i Karlstad, är en svensk konstnär, konsthantverkare, utställningsformgivare och scenograf. Tor Cederman har främst varit verksam som utställningsformgivare på museer. År 2014–2016 arbetade han med basutställningen på Ålands Kulturhistoriska museum och 2017–2019 med basutställningen på Stadsmuseet i Stockholm. 
I april 2022 invigdes en modell av det Gustavianska operahusets scen och salong i skala 1:20. Den visas på Kungliga Operan.
Som konstnär arbetar Tor Cederman textilt, men utför även skulptur och bildmåleri. Sedan 2005 har Tor Cederman också förekommit i hemslöjdssammanhang. Värmlands konstförening tilldelade honom 2017 Thor Fagerkvist-stipendiet och 2023 blev han Värmlands konstnärsförbunds Åke Nerman-stipendiat.
Han är son till konstnären Inger Cederman.